# Clutter (Bibliothek)
Clutter ist eine freie Szenengraph-Programmbibliothek, mit der Software-Entwickler grafische Benutzeroberflächen (GUIs) für Anwendungen erstellen können, die per OpenGL gerendert werden.
Clutter wurde anfangs von OpenedHand entwickelt. OpenedHand wurde später von Intel gekauft, um auf Basis von Clutter eine Oberfläche für Moblin (heute MeeGo Netbook) zu schaffen. Mittlerweile nutzt eine Reihe von Software-Projekten, allen voran Gnome, dieses Toolkit.

## Toolkits
Clutter an sich ist kein GUI-Toolkit, sondern stellt lediglich Techniken wie Transformationen zur Verfügung. Um Widgets einzufügen, müssen Programmentwickler diese entweder selber programmieren oder können alternativ ein vorhandenes GUI-Toolkit zusammen mit Clutter verwenden. Das Clutter-Projekt bietet Integrationen für GTK und Qt an und entwickelt darüber hinaus auch ein eigenes Toolkit namens Mx.

### Mx
Mx wurde ursprünglich unter dem Namen Nbtk für Moblin geschrieben und erst nachträglich zu einem Toolkit für allgemeinen Gebrauch ausgebaut. Mx bietet alle gängigen Widgets zum Erstellen grafischer Oberflächen an, enthält aber keine Funktionalität, die darüber hinausgeht. Für das Einbinden von Web-Inhalten kann das Mozilla Application Framework verwendet werden, für multimediale Inhalte GStreamer.

## Software, die Clutter nutzt (Auswahl)
- Gnome Shell
- Gnome Videos
- Mutter
- Unity